# László Hunyadi
László Hunyadi (1433 – Buda, 1457) è stato un politico ungherese.
Fu dal 1453 al 1455 bano di Slavonia.
Era un giovane nobiluomo popolarissimo da figlio primogenito di Giovanni Hunyadi (vincitore dell'assedio di Belgrado (1456)), fratello maggiore di Mattia Corvino, il capo del partito Hunyadi. Nel 1455 si dimise a seguito della nomina di Ulrico di Cilli a capitano generale da parte del Re Ladislao il Postumo (suo nipote) e presumibilmente ne ordinò l'assassinio. Fu quindi catturato e decapitato dalle truppe reali all'ordine dello spergiuro re adolescente.